# Campeonato Mundial de Halterofilia de 1986
El LX Campeonato Mundial de Halterofilia se celebró en Sofía (Bulgaria) entre el 8 y el 15 de noviembre de 1986 bajo la organización de la Federación Internacional de Halterofilia (IWF) y la Federación Búlgara de Halterofilia.
En el evento participaron 193 halterófilos de 41 federaciones nacionales afiliadas a la IWF.

## Medallistas
| Evento  | Oro                               | Plata                            | Bronce                               |
| ------- | --------------------------------- | -------------------------------- | ------------------------------------ |
| 52 kg   | Sevdalin Marinov Bulgaria 257,5   | Jacek Gutowski · Polonia · 252,5 | Alexei Kolokoltsev URSS 250,0        |
| 56 kg   | Mitko Grablev Bulgaria 290,0      | He Yingqiang China 287,5         | Oksen Mirzoyan URSS 285,0            |
| 60 kg   | Naim Suleimanov Bulgaria 335,0    | Attila Czanka Rumania 290,0      | Andreas Letz RDA 285,0               |
| 67,5 kg | Mijail Petrov Bulgaria 342,5      | Stefan Topurov Bulgaria 337,5    | Marek Seweryn · Polonia · 322,5      |
| 75 kg   | Alexandar Varbanov Bulgaria 377,5 | Borislav Guidikov Bulgaria 372,5 | Andrei Socaci Rumania 350,0          |
| 82,5 kg | Asen Zlatev Bulgaria 405,0        | Israil Arsamakov URSS 390,0      | László Barsi · Hungría · 385,0       |
| 90 kg   | Anatoli Jrapaty URSS 412,5        | Viktor Solodov URSS 407,5        | Zoltán Balázsfi · Hungría · 392,5    |
| 100 kg  | Nicu Vlad Rumania 437,5           | Boris Serioguin URSS 430,0       | Andor Szanyi · Hungría · 412,5       |
| 110 kg  | Yuri Zajarevich URSS 447,5        | Serguei Naguirny URSS 427,5      | József Jacsó · Hungría · 415,0       |
| +110 kg | Antonio Krastev Bulgaria 460,0    | Manfred Nerlinger RFA 430,0      | Robert Skolimowski · Polonia · 410,0 |

1. 1 2 3  Arrancada (kg) + dos tiempos (kg) = total olímpico (kg).

## Medallero
| Núm. | País     | Oro | Plata | Bronce | Total |
| ---- | -------- | --- | ----- | ------ | ----- |
| 1    | Bulgaria | 7   | 2     | 0      | 9     |
| 2    | URSS     | 2   | 4     | 2      | 8     |
| 3    | Rumania  | 1   | 1     | 1      | 3     |
| 4    | Polonia  | 0   | 1     | 2      | 3     |
| 5    | RFA      | 0   | 1     | 0      | 1     |
| 5    | China    | 0   | 1     | 0      | 1     |
| 7    | Hungría  | 0   | 0     | 4      | 4     |
| 8    | RDA      | 0   | 0     | 1      | 1     |
|      | TOTAL    | 10  | 10    | 10     | 30    |